# Gallien Guibert
Gallien Guibert est un réalisateur français.

## Biographie
Ancien élève de la première promotion multimédia de l'École nationale supérieure des arts décoratifs, Gallien Guibert cofonde avec Jérôme Mouscadet, en 1997, la société IO Interactifs spécialisée dans la réalisation de programmes de divertissement en ligne.
En 2021, il tourne en Loire-Atlantique son premier long métrage, Rien ni personne,.

## Filmographie

### Courts métrages
- 2010 : Laura
- 2014 : Lune noire

### Long métrage
- 2023 : Rien ni personne